# Puzzle (álbum de Biffy Clyro)
Puzzle es el cuarto álbum de estudio de la banda escocesa Biffy Clyro. Fue lanzado el 4 de junio de 2007; el álbum se lanzó más tarde en Estados Unidos en agosto. Es el primer álbum de la banda desde que dejaron Beggars Banquet (aunque la portada todavía presenta el logo de Beggars Banquet).
El álbum alcanzó el puesto número 2 en la lista de álbumes del Reino Unido con gran éxito de crítica, recibió varias calificaciones perfectas y fue votado como el mejor álbum de 2007 por Kerrang! y Rock Sound. El álbum también alcanzó el puesto 17 en Irlanda y el 39 en las listas mundiales generales. El álbum tiene certificación Platino en el Reino Unido y ha vendido más de 300.000 copias. En julio de 2016, ha vendido 342.042 copias en el Reino Unido.
Este álbum se destaca por tener estructuras de canciones algo más sencillas y un sonido general más melódico que su trabajo anterior, aunque conserva algunos elementos más inusuales.

## Lista de canciones
Todas las canciones escritas y compuestas por Simon Neil. 
| N.º | Título                                        | Duración |  |
| 1.  | «Living Is a Problem Because Everything Dies» | 5:18     |  |
| 2.  | «Saturday Superhouse»                         | 3:19     |  |
| 3.  | «Who's Got a Match?»                          | 2:23     |  |
| 4.  | «As Dust Dances»                              | 4:34     |  |
| 5.  | «A Whole Child Ago»                           | 3:07     |  |
| 6.  | «The Conversation Is...»                      | 3:40     |  |
| 7.  | «Now I'm Everyone»                            | 3:50     |  |
| 8.  | «Semi-Mental»                                 | 3:22     |  |
| 9.  | «Love Has a Diameter»                         | 3:53     |  |
| 10. | «Get Fucked Stud»                             | 3:37     |  |
| 11. | «Folding Stars»                               | 4:15     |  |
| 12. | «9/15ths»                                     | 2:46     |  |
| 13. | «Machines»                                    | 3:56     |  |

| Bonus track (Reino Unido; Limited Edition CD/DVD Edition) |           |          |  |
| N.º                                                       | Título    | Duración |  |
| 14.                                                       | «Drop It» | 2:36     |  |

| Bonus track (Japón) |                  |          |  |
| N.º                 | Título           | Duración |  |
| 14.                 | «I'm Behind You» | 2:34     |  |
| 15.                 | «Coward»         | 3:42     |  |

## Personal
Biffy Clyro
- Simon Neil – Voz, guitarra
- James Johnston – bajo, voz
- Ben Johnston – batería, voz